# Epichysis

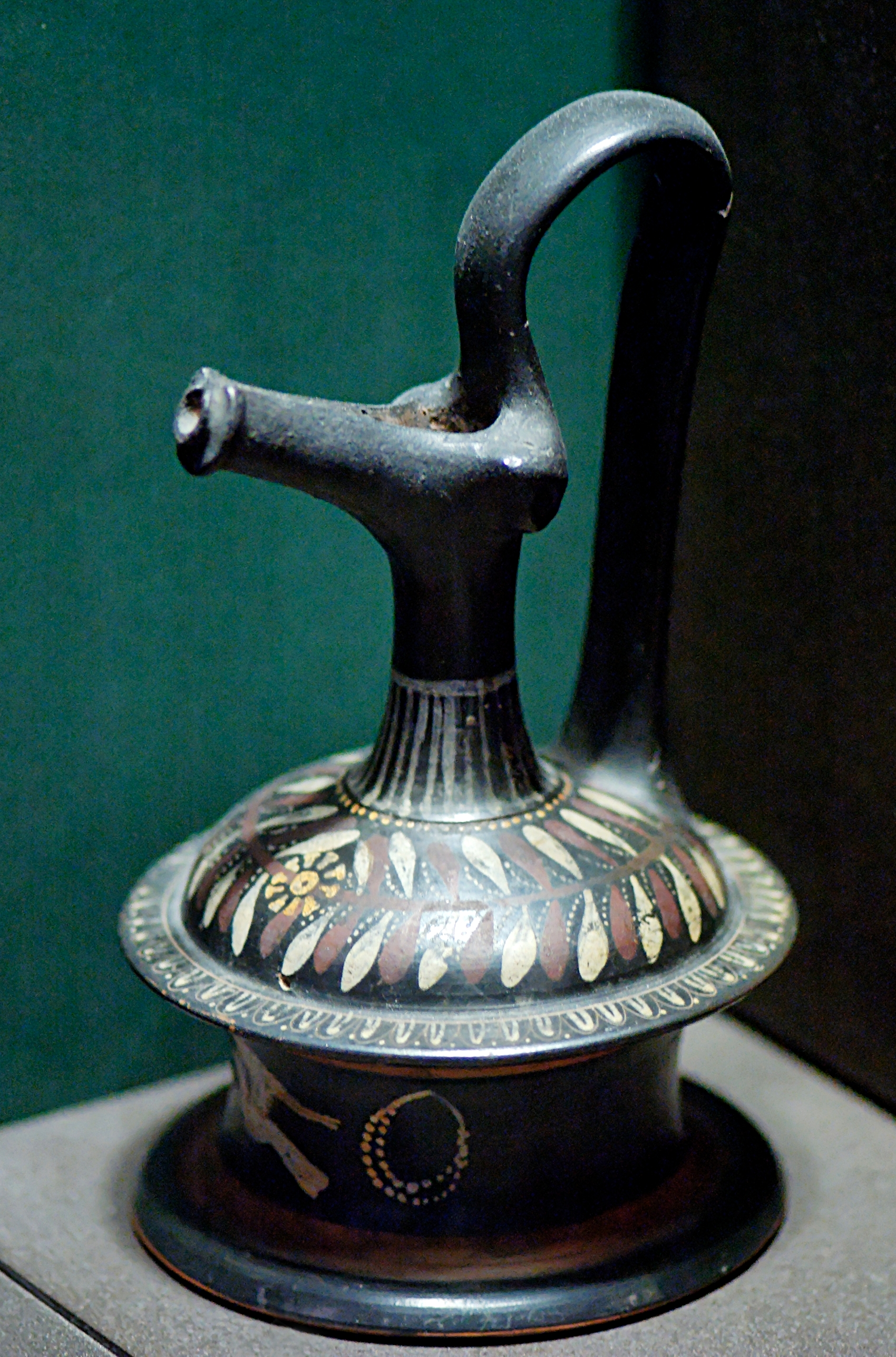
Apulische Epichysis im Gnathia-Stil. Letztes Viertel des 4. Jahrhunderts v. Chr.

Als Epichysis (altgriechisch ἐπίχυσις epíchysis) wird eine Form der antiken griechischen Kanne bezeichnet.
Die Epichysis wurde von apulischen Keramikern im 4. Jahrhundert v. Chr. erfunden. Kennzeichnend für die Form sind ein an Pyxiden erinnernder niedriger Vasenkörper, aus dessen Mitte ein hoher und dünner Hals kommt. Der am Rand befestigte hoch geschwungene Henkel wird über einen noch über die Tülle hinaus reichenden Bogen mit dem Hals verbunden. An den Ansatzstellen gab es häufig plastische Verzierungen, etwa in Form von Mensch- oder Tierköpfen. Die enge Schnabeltülle scheint gut für kleine Dosierungen geeignet. Deshalb kann man davon ausgehen, dass die Epichyses für teure Flüssigkeiten wie Öle oder Duftstoffe verwendet wurden. Wahrscheinlich sind diese Kannen im Zusammenhang mit dem Grabkult und den Begräbnisritualen der unteritalischen Griechen zu sehen. 